# Íñigo Abbad y Lasierra
Agustín Íñigo Abbad y Lasierra fue un eclesiástico e historiador español nacido en Estadilla en 1745 y fallecido en Ribarroja en 1813, España. Hermano de Manuel Abad y Lasierra, fue obispo de Barbastro y autor de una de las primeras obras históricas sobre Puerto Rico.

## Biografía
Después de haber estudiado filosofía en la Universidad de Zaragoza, entró en la orden de San Benito, en el monasterio de Santa María la Real de la ciudad de Nájera. Hecha la profesión, pasó a la Universidad de Irache, donde estudió teología y derecho canónico, recibiendo en la misma los grados de maestro en artes y doctor en teología y cánones. Acabada su carrera, se dedicó algún tiempo a la predicación.
En 1775 viajó a América como secretario y confesor de fray Manuel Jiménez Pérez, obispo de Puerto Rico. Pasados once años volvió a la corte y en ella trabajó por orden del rey en algunas descripciones histórico-geográficas de las provincias americanas, especialmente de la isla de Puerto Rico.
El Inquisidor General le concedió la Cruz de Calificador de la Suprema, fue nombrado por la Congregación benedictina procurador general de corte. Carlos III lo nombró abad mitrado de San Pedro de Besalú. Y, finalmente, el rey Carlos IV lo eligió como Obispo de Barbastro. Tomó posesión de la silla en 4 de agosto de 1790, siendo consagrado en la iglesia de San Isidro de Madrid por el cardenal don Francisco Lorenzana, arzobispo de Toledo. Hizo su entrada pública en Barbastro el 17 de octubre del mismo año.
Al frente de la diócesis de Barbastro, promovió la reforma de algunas iglesias, cuyo servicio se hallaba descuidado, ya por falta de personal como por la falta de rentas de algunos párrocos. Entre ellas, la propia catedral de Barbastro -única parroquia de la ciudad en aquel momento- donde erigió tres vicarías perpetuas con ración aneja. En la iglesia catedral, redujo el número de canónigos a trece, incluidos el deanato y la dignidad del Santo Oficio. Y el número de racioneros se redujo a catorce, todos de precisa residencia. Para dotar los nuevos beneficios, suprimió la dignidad de chantre y los oficios de arcipreste y sacristán mayor, que no tenían obligación de residir en la iglesia y hacía tiempo que se hallaban vacantes. También creó nuevos estatutos, que merecieron la aprobación del rey. Durante su mandato, efectuó visitas diocesanas y en la de 1791 descubrió una lápida romana en el Monasterio de Obarra, usada para mesa de altar.
Su biblioteca, instituida en 1802, fue notable tal como relata López Novoa en su Historia de la ciudad de Barbastro.
Tras gobernar el obispado de Barbastro durante veintitrés años, tuvo que abandonarlo hacia Valencia por motivos de salud. Falleció a los sesenta y ocho años el 24 de octubre de 1813. Fue sepultado en Ribarroja.

## Obras
- Diario del viaje a América (1772-1778).
- Relación de la Florida (1785).
- Historia geográfica, civil y natural de la Isla de San Juan Bautista de Puerto Rico (1788).